# السماسر (بعدان)

تعديل مصدري - تعديل

السماسر محلة تابعة لقرية القبول، التابعة لعزلة الحرث بمديرية بعدان إحدى مديريات محافظة إب في الجمهورية اليمنية، بلغ تعداد سكانها 28 حسب تعداد اليمن لعام 2004.